# Florentin (Tarn)
Florentin (okzitanisch Florentin) ist eine französische Gemeinde mit 735 Einwohnern (Stand 1. Januar 2022) im Département Tarn in der Region Okzitanien. Florentin gehört zum Arrondissement Albi und zum Kanton Les Deux Rives. Die Einwohner werden Florentinois und Florentinoises genannt.

## Geographie
Florentin liegt in der Région naturelle Gaillacois, etwa 58 Kilometer nordöstlich von Toulouse und etwa zehn Kilometer westsüdwestlich von Albi. Das Gemeindegebiet wird von der Saudronne, dem Bach Brignou, dem Bach Lavergne und verschiedenen anderen kleinen Wasserläufen entwässert.
Umgeben wird Florentin von den Nachbargemeinden Marssac-sur-Tarn im Norden, Albi im Nordosten, Rouffiac im Osten, Aussac im Süden, Cadalen im Südwesten sowie Lagrave im Nordwesten.
Durch die Gemeinde führt die Autoroute A68. 

## Geschichte
1260 wurde die Bastide gegründet und erbaut.

## Bevölkerungsentwicklung

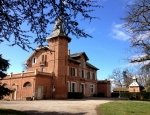
Landgut Le Buc

| 1962                       | 1968 | 1975 | 1982 | 1990 | 1999 | 2006 | 2013 | 2020 |
| -------------------------- | ---- | ---- | ---- | ---- | ---- | ---- | ---- | ---- |
| 374                        | 379  | 440  | 475  | 553  | 582  | 662  | 666  | 693  |
| Quellen: Cassini und INSEE |      |      |      |      |      |      |      |      |

## Sehenswürdigkeiten
- Kirche Saint-Pierre-ès-Liens
- Landgut Le Buc